# هجوم معبر كارني
كان هجوم معبر كارني أو عملية زلزلة الحصون عملية استشهادية وقعت في 03 ذو الحجة 1425هـ الموافق 13 يناير 2005 عند معبر المنطار الواقع على حاجز إسرائيل - قطاع غزة، وقُتل ستة مستوطنين إسرائيليين في هجوم وأصيب خمسة. وأعلنت كتائب الشهيد عز الدين القسام وكتائب شهداء الأقصى ولجان المقاومة الشعبية المسؤولية المشتركة عن العملية.

## العملية
في يوم الخميس 13 يناير 2005 في حوالي الساعة 22:45 مساءً قامت مجموعة من ثلاثة فدائيين فلسطينيين مسلحين ببنادق AK-47 وقنابل يدوية بالاصطفاف بشاحنة محملة بعبوات ناسفة تصل 200 رطل على الجانب الفلسطيني من السور، وبالقرب من الباب الحديدي الذي يفصل بين الجانبين الإسرائيلي والفلسطيني عند حاجز كارني.
تقدم استشهاديو العملية صوب الموقع ليلقوا عدداً من القنابل اليدوية ويشتبكوا مع قوات الاحتلال داخل غرف مبنى الإدارة المدنية الصهيونية لمدة ساعتين حسب ما أكد المنفذون، وتوغلوا مباشرة في الجانب الإسرائيلي من معبر كارني وعبروا الفتحة الموجودة في الباب الحديدي. وألقوا القنابل اليدوية وأطلقوا الأسلحة النارية على المستوطنين. بعد ذلك وخلال الهجوم تم قتل 6 مسوطنين إسرائيليين (سائقو الشاحنات والعاملون في سلطة الموانئ) بالإضافة إلى إصابة خمسة إسرائيليين. أدى تبادل إطلاق النار بين المقاتلين الفلسطينيين والإسرائيليين المتمركزين في الموقع إلى استشهاد مُنفِذي العملية، ليرتقوا بعدها إلى العُلا بعد أن دكوا حصون العدو وقد كان ثلاثتهم صائمون.

### منفذو العملية
الاستشهادي المجاهد/ محمود مجدي محمد المصري ابن كتائب الشهيد عز الدين القسام من بلدة بيت حانون، الاستشهادي المجاهد/ مهند محمد عبد الرحيم المنسي ابن كتائب شهداء الأقصى من مخيم جباليا، الاستشهادي المجاهد/ سمير محمد فارس جحا ابن ألوية الناصر صلاح الدين من حي الزيتون. بعد الهجوم صرح أبو عبير المتحدث باسم لجان المقاومة الشعبية للصحافة أن «الهجوم هو استمرار للمقاومة ضد الاحتلال».

### القتلى
- إبراهيم كحيلي، 46 عامًا، من أم الغنام.[7]
- عوفر تيري، 23 سنة، من عسقلان.[8]
- درور جيزري، 30 سنة، من سديروت.[9]
- إيفان شميلوف، 53 عامًا، من سديروت.[10]
- منعم أبو صبية، 33 عامًا، من دبورية.[7]
- هرتزل شلومو، 51 عامًا من سديروت.[11]

## دلالات العملية البطولية
- تعتبر العمليات المشتركة التي تنفذها الأذرع العسكرية لفصائل المقاومة مؤشراً على قناعةٍ راسخة عند تلك الفصائل بأن الاحتلال الصهيوني لا يفهم إلاّ لغة المقاومة، وأن مشاريع التسوية ـ كما أثبتت التجربة ـ لن تسترجع أي حق من الحقوق الوطنية، بل إنها على العكس تعطي المحتلين شرعية اغتصاب الحقوق.
- هذه العملية تأتي بعد شهر من عملية معبر رفح الحدودي 12/12/2004م والتي قتل فيها خمسة جنود صهاينة، وأصيب عدد آخر بجراح، حينما تمكن مقاتلون من كتائب القسام ومجموعة "صقور فتح التابعة لحركة "فتح"، من نسف موقع عسكري قرب المعبر تم الوصول إليه من خلال نفق أرضي تم تفجيره بكميات كبيرة المتفجرات، والتي أطلقت عليها المقاومة اسم "عملية براكين الغضب".
- الأهالي في قطاع غزة ولحظة سماعهم بنبأ عملية «زلزلة الحصون» عبّروا عن فرحتهم بهذه العملية البطولية النوعية واعتبروا أنها الردّ الطبيعي على الجرائم الصهيونية المتواصلة مؤكدين التفافهم حول خيار المقاومة.

## ردود الفعل الرسمية
الأطراف المعنية
- فلسطين: أدان رئيس السلطة الوطنية الفلسطينية محمود عباس الهجوم.[12]

- إسرائيل: صرح مسؤولون إسرائيليون أن «رئيس الوزراء أمر بتعليق جميع الاتصالات مع ممثلي السلطة الفلسطينية وإغلاق جميع محطات غزة حتى يتم اتخاذ خطوات حقيقية ضد الأعمال الإرهابية».[13]

## روابط خارجية
- عملية «زلزلة الحصون» الجهادية
- هجوم إرهابي على معبر كارني - نُشر في وزارة الخارجية الإسرائيلية
- هجوم انتحاري على معبر غزة - نشر على بي بي سي نيوز
- التحقيق: كان لدى مهاجمي كارني تصاريح مزيفة - نُشرت في صحيفة هاآرتس في 16 يناير 2005
- قنبلة كبيرة تقتل ستة إسرائيليين عند نقطة تفتيش غزة - نُشرت في صحيفة واشنطن بوست في 14 يناير 2005
- انفجار يقتل ستة إسرائيليين - نُشر في The Age في 15 يناير 2005